# Cielętnik
Cielętnik (niem. Kälberhaus) – osada w Polsce, położona w województwie warmińsko-mazurskim, w powiecie braniewskim, w gminie Braniewo.
W latach 1975–1998 osada administracyjnie należała do województwa elbląskiego.  Osada znajduje się w historycznym regionie Warmia.
Rezerwat przyrody "Cielętnik" został powołany w celu zachowania stanowiska brzozy niskiej. Występują tu rzadkie gatunki roślin, m.in.: wierzba śniada, czermień błotna, fiołek torfowy, rutewka żółta, kruszyna pospolita, stoplamek plamisty.